# Berg (Sankt Gallen)
Berg is een gemeente en plaats in het Zwitserse kanton Sankt Gallen, en maakt deel uit van het district Rorschach.
Berg telt 880 inwoners.

## Geboren
- Benedikt Würth (1968), politicus